# 西班牙博物馆网络
西班牙博物馆网络（西班牙语：Red de Museos de España）是西班牙的国有博物馆系统，于2009年7月31日根据1305/2009号国王令（Real Decreto）成立。西班牙博物馆网络整合了西班牙各博物馆的资源，促进了各博物馆之间的交流，提高了各博物馆的收藏和科研水平，对博物馆学和旅游业的发展起到了重要作用。
截至2014年10月，西班牙博物馆网络下辖34家博物馆，包括普拉多博物馆等西班牙最重要的博物馆在内。

## 历史
西班牙博物馆网络的收藏主要来自于以前属于王室、贵族和教会的公私收藏。
公共收藏主要以王室和教会收藏为基础。特别是伊莎贝拉一世、卡洛斯一世、费利佩二世、费利佩四世、费利佩五世、卡洛斯三世和卡洛斯四世等历代国王的收藏品。在19世纪没收教产之后，教会的部分藏品也流入了国家手中。此外还包括各种私人向国家捐赠的藏品。
根据16/1985号法律和620/1987号国王令，博物馆被定义为：“博物馆是为学习、教育、公共鉴赏和收藏历史、艺术、科学、技术以及其他任何文化价值的物品而获取、保存、研究、交流和展览的常设机构。”

## 法令
西班牙博物馆网络的法律依据是1305/2009号国王令，该法令规定了西班牙博物馆网络宗旨、性质、组成等重要内容。摘要如下：

第一条
- 本国王令旨在创立西班牙博物馆网络。

第二条
- 西班牙博物馆网络的组织是为了协调国家所有和管理博物馆以及公共部门之间在博物馆领域的合作，并使所组成的博物馆和机构促进、改善和提高效率效能。
- 西班牙博物馆网络的目的是通过项目、专业人士和思想之间卓越的相互交流，促进它们同社会主体的关系，提升它们在国内和国际上的影响，以及增强它们在公民获取文化资源方面的重要作用。

第三条

- 1、西班牙博物馆网络由以下组成：

  - a）附件一中列出的国家所有和管理的国家博物馆。

  - b）附件二中列出的国家所有和管理的博物馆，或由隶属于文化部或其他部级单位的国家公共部门所有和管理的博物馆。在相应部级单位的要求下，可以在本附件中增加新的机构。

- 2、根据博物馆理事会确定的质量和卓越标准，符合以下情形的博物馆机构可以加入西班牙博物馆网络：

  - a）国家所有自治区管理的博物馆。

  - b）自治区或地方所有的博物馆，如有特别重要的意义，经国家行政总署和相关部门同意，并咨询地方公共博物馆所在地的自治区。

  - c）私人机构，如有特别重要的意义，经国家行政总署与机构负责人先期达成协议，并咨询机构所在地的自治区。

根据1827/2009号国王令的修正，将国家博物馆的称号授予浪漫博物馆（Museo Romántico），更名为国家浪漫主义博物馆。
根据1714/2011号国王令的修正，撤销国家艺术复制品博物馆（Museo Nacional de Reproducciones Artísticas），并入国家雕塑博物馆，藏品转移到巴利亚多利德。

## 下辖博物馆
- 根据1305/2009号国王令的附件一和附件二列出[1]：

| 名称                                                                                                 | 图片 | 地点                                          | 隶属部门       | 从属类型              |
| --- | ---- | --------------------------------------------- | -------------- | --------------------- |
| 普拉多博物馆 Museo Nacional del Prado                                                                |      | 马德里 马德里自治区                           | 文化部         | 附件一                |
| 索菲娅王后国家艺术中心博物馆 Museo Nacional Centro de Arte Reina Sofía                               |      | 马德里 马德里自治区                           | 文化部         | 附件一                |
| 国家戏剧博物馆 Museo Nacional del Teatro                                                             |      | 阿尔马格罗 卡斯蒂利亚-拉曼恰自治区            | 文化部         | 附件一                |
| 阿尔塔米拉洞穴国家博物馆和研究中心 Museo Nacional y Centro de Investigación de Altamira              |      | 滨海桑提亚纳 坎塔布里亚自治区                 | 文化部         | 附件一                |
| 国家罗马艺术博物馆 Museo Nacional de Arte Romano                                                     |      | 梅里达 埃斯特雷马杜拉自治区                   | 文化部         | 附件一                |
| 国家水下考古博物馆 Museo Nacional de Arqueología Subacuática                                         |      | 卡塔赫纳 穆尔西亚自治区                       | 文化部         | 附件一                |
| 国家考古博物馆 Museo Arqueológico Nacional                                                           |      | 马德里 马德里自治区                           | 文化部         | 附件一                |
| 美洲博物馆 Museo de América                                                                          |      | 马德里 马德里自治区                           | 文化部         | 附件一                |
| 服饰博物馆暨民族遗产研究中心 Museo del Traje, Centro de Investigación del Patrimonio Etnológico      |      | 马德里 马德里自治区                           | 文化部         | 附件一                |
| 国家人类学博物馆 Museo Nacional de Antropología                                                      |      | 马德里 马德里自治区                           | 文化部         | 附件一                |
| 国家装饰艺术博物馆 Museo Nacional de Artes Decorativas                                               |      | 马德里 马德里自治区                           | 文化部         | 附件一                |
| 国家冈萨雷斯·马尔蒂陶瓷和工艺美术博物馆 Museo Nacional de Cerámica y Artes Suntuarias González Martí |      | 巴伦西亚 巴伦西亚自治区                       | 文化部         | 附件一                |
| 塞法迪犹太人博物馆 Museo Sefardí                                                                     |      | 托萊多 卡斯蒂利亚-拉曼恰自治区                | 文化部         | 附件一                |
| 国家浪漫主义博物馆 Museo Nacional del Romanticismo                                                   |      | 马德里 马德里自治区                           | 文化部         | 附件一                |
| 国家雕塑博物馆 Museo Nacional de Escultura                                                           |      | 巴利亚多利德 卡斯蒂利亚-莱昂自治区            | 文化部         | 附件一                |
| 陆军博物馆 Museo del Ejército                                                                        |      | 托萊多 卡斯蒂利亚-拉曼恰自治区                | 国防部         | 附件一 附件二（分馆） |
| 海军博物馆 Museo Naval                                                                               |      | 马德里 马德里自治区                           | 国防部         | 附件一 附件二（分馆） |
| 航空航天博物馆 Museo de Aeronáutica y Astronáutica                                                   |      | 马德里 马德里自治区                           | 国防部         | 附件一                |
| 国家科学技术博物馆 Museo Nacional de Ciencia y Tecnología                                            |      | 马德里 马德里自治区 拉科鲁尼亚 加利西亚自治区 | 科技创新部     | 附件一                |
| 国家自然科学博物馆 Museo Nacional de Ciencias Naturales                                              |      | 马德里 马德里自治区                           | 科技创新部     | 附件一                |
| 埃尔·格列柯博物馆 Museo del Greco                                                                    |      | 托萊多 卡斯蒂利亚-拉曼恰自治区                | 文化部         | 附件二                |
| 塞万提斯故居博物馆 Museo Casa de Cervantes                                                           |      | 巴利亚多利德 卡斯蒂利亚-莱昂自治区            | 文化部         | 附件二                |
| 塞拉博博物馆 Museo Cerralbo                                                                          |      | 马德里 马德里自治区                           | 文化部         | 附件二                |
| 索罗亚博物馆 Museo Sorolla                                                                           |      | 马德里 马德里自治区                           | 文化部         | 附件二                |
| 提森-博内米萨博物馆 Museo Nacional Thyssen-Bornemisza                                                |      | 马德里 马德里自治区                           | 文化部（管理） | 附件二                |
| 拉扎罗·加尔迪亚诺博物馆 Museo Lázaro Galdiano                                                        |      | 马德里 马德里自治区                           | 文化部（管理） | 附件二                |
| 造币厂博物馆 Museo Casa de la Moneda                                                                 |      | 马德里 马德里自治区                           | 经济贸易部     | 附件二                |
| 马德里铁路博物馆 Museo del Ferrocarril de Madrid-Delicias                                            |      | 马德里 马德里自治区                           | 发展部         | 附件二                |
| 加泰罗尼亚铁路博物馆 Museo del Ferrocarril de Cataluña                                               |      | 比利亚努埃瓦和赫尔特鲁 加泰罗尼亚自治区       | 发展部         | 附件二                |
| 王家植物园 Real Jardín Botánico                                                                      |      | 马德里 马德里自治区                           | 科技创新部     | 附件二                |
| 地质矿物博物馆 Museo Geominero                                                                       |      | 马德里 马德里自治区                           | 科技创新部     | 附件二                |